# 一切合切 あなたに§あ・げ・る♪
「一切合切 あなたに§あ・げ・る♪」（いっさいがっさい あなたに あ・げ・る）は、美勇伝の6枚目のシングル。2006年5月10日発売。

## 収録曲
全作詞・作曲：つんく
1. 一切合切 あなたに§あ・げ・る♪
編曲：平田祥一郎
2. キョウモマッテマス
編曲：鈴木Daichi秀行
3. 一切合切 あなたに§あ・げ・る♪(Instrumental)

## 参加ミュージシャン
一切合切 あなたに§あ・げ・る♪
- プログラミング：平田祥一郎
- コーラス：竹内浩明

キョウモマッテマス
- プログラミング&ギター：鈴木Daichi秀行
- コーラス：竹内浩明・山尾正人